# Іван Колотухін
Іва́н Колоту́хін — радянський футболіст, захисник харківського «Штурма».

## Життєпис
Під час громадянської війни в Росії служив у лавах Робітничо-селянської Червоної армії. У 1921 році приєднався до харківського футбольного клубу «Штурм». Колотухін був одним з небагатьох футболістів у команді, хто вже мав досвід виступів у офіційних турнірах, однак детальна інформація про його попередню кар'єру відсутня. У 1922 році у складі збірної Харкова став чемпіоном УСРР з футболу.

## Досягнення
- Чемпіон УСРР (1): 1922